# Gasparo Visconti
Gasparo Visconti (* 10. Januar 1683 in Cremona; † unsicher um 1713 ebenda) war ein italienischer Violinist und Komponist.

## Leben
Gasparo Visconti war der zweite Sohn des Julius Caesar Visconti und der Annunciata Ferrari, einer adeligen Familie. Eigenen Angaben zufolge war von 1697 bis 1702 ein Schüler Arcangelo Corellis. Ab 1702 verweilte er für längere Zeit in London, wo er häufig als Solist in Theatern und Konzertsälen auftrat. Er trat gerne mit dem befreundeten französischen Flötisten Jacques Paisible (um 1656–1721) auf. Seine Sonaten für Violine und Flöte waren in England sehr beliebt. Visconti heiratete 1704 in London Cristina Steffkin, eine Tochter kam 1713 in Cremona zur Welt. Etwa von 1710 bis möglicherweise um 1723 wirkte er in seiner Heimatstadt, wo Carlo Zuccari (1704–1793) sein Schüler war. Giuseppe Tartini reiste nach Cremona, um das Geigenspiel Viscontis zu hören. Nicht geklärt sind die Gründe, aus denen Tartini 1730 Viscontis Violinkonzerte gemeinsam mit seinen eigenen veröffentlichte, deshalb liegt die Vermutung nahe, dass Visconti bereits früher verstorben war. Verwirrung entstand dadurch, dass er häufig als Gasparino erwähnt wurde, was nicht selten Verwechslungen mit dem römischen Violinisten Francesco Gasparini zur Folge hatte.

## Werke (Auswahl)
- 6 Sonaten für Violine und B. c. und eine Triosonate op. 1 (Amsterdam, 1703), erweitert um etwa 1710, als „Gasperinis Solos“ bekannt.
- Eine Sammlung „Airs pour la flûte“ für 2 Flöten, op. 2 (London, 1703)
- „The Third Book for the Violin“, mit einer Einleitung für junge Spieler (London, 1704)
- 3 Concerti für Violine und Streicher
- 5 Sonaten für Violine und B. c.
- 6 Concerti a 5 delli sigr. Giuseppe Tartini e Gasparo Visconti, op. 1 (Amsterdam, um 1730)

## Weblink und Quelle
- Biografie auf der Website von MV Cremona (in italienischer und englischer Sprache)
- Noten und Audiodateien von Gasparo Visconti im International Music Score Library Project

| Personendaten    | Personendaten                         |
| ---------------- | ------------------------------------- |
| NAME             | Visconti, Gasparo                     |
| KURZBESCHREIBUNG | italienischer Violinist und Komponist |
| GEBURTSDATUM     | 10. Januar 1683                       |
| GEBURTSORT       | Cremona                               |
| STERBEDATUM      | unsicher: um 1713                     |
| STERBEORT        | Cremona                               |